# Sirius Passet
Sirius Passet est un Lagerstätte (un dépôt sédimentaire exceptionnellement riche en fossiles) du Cambrien découvert au Groenland.
Les fossiles proviennent de la formation de Buen, exposée sur le rivage oriental du fjord de J.P. Koch dans le nord extrême du Groenland. Son nom vient de la patrouille de traîneau « Sirius » qui opère au Groenland du nord.
Le site a été découvert en 1984 par A. Higgins de l'équipe géologique du Groenland. Un compte-rendu préliminaire a été édité par Simon Conway Morris en 1987, puis trois expéditions menées par J. S. Peel et Simon Conway Morris sont revenues sur le site, en 1989, 1991 et 1994, et une collection d'environ 10 000 spécimens fossiles a été amassée.
La faune est inévitablement comparée à celle des schistes de Burgess, bien qu'elle date du Cambrien inférieur et soit ainsi dix à quinze millions d'années plus ancienne (515-520 Ma -millions d'années-). L'ensemble de la faune de Sirius Passet est exceptionnellement bien préservé. Les fossiles ont conservé des détails minutieux, y compris l'ultrastructure de tissu musculaire.
Comme dans les assemblages des schistes de Burgess et des Maotianshan (Chengjiang), les arthropodes sont les représentants les plus abondants bien qu'il y ait seulement une ou deux espèces de trilobite tandis qu'il y en a plus d’une douzaine environ à Chengjiang et dans les schistes de Burgess.

## Faune
- Arthropodes
  - Buenellus higginsi (trilobite),
  - Kleptothule rasmusseni (trilobite)
  - Kerygmachela kierkegaardi : son corps est  constitué de 7 segments, il a 11 lobes latéraux, comme dans la majorité des anomalocarides. La queue est segmentée en une paire de fils. Kerygmachela était  carnivore et a vécu dans la mer. Il est parfois considéré comme  parent avec certains arthropodes (Protoarthropoda) de la faune des schistes de Burgess comme les anomalocarides, Leanchoilia et Opabinia.
- hyolithes rares[2],
- un certain nombre d'éponges avec spicules,
- quelques petits brachiopodes,
  - Halkieria evangelista : L'animal avait un corps aplati comme un petit lingot et était protégées par une armure (scléritome) épineuse calcaires afin de se protéger des prédateurs. La particularité de cet animal est la présence de deux boucliers fixées à chaque extrémité de la surface dorsale et qui rappellent les valves supérieures et inférieures des brachiopodes. Des exemplaires très rares de l'animal entier se retrouvent dans les Lagerstätte. Selon Simon Conway Morris[3] cet animal serait proche de Wiwaxia des schistes de Burgess, et se trouverait donc proche de l'ancêtre communs aux annélides et aux mollusques.
- aucun échinoderme ou mollusque.
- un certain nombre d'annélides (polychète) et de grands priapulidés ou loricifères
  - Sirilorica carlsbergi
- Anomalocarididae
  - Pambdelurion whittingtoni
- Crustacé
  - Pauloterminus spinodorsalis